# Zelman Cowen
Zelman Cowen (Melbourne, 7 oktober 1919 – aldaar, 8 december 2011) was een Australisch politicus. Hij was de 19e gouverneur-generaal van Australië sinds de aansluiting van dit land bij het Gemenebest van Naties op 11 december 1931.
Cowen overleed op 92-jarige leeftijd aan de gevolgen van de ziekte van Parkinson.
- Bibliothèque nationale de France: cb12299024t (data)
- CiNii: DA0180636X
- Gemeinsame Normdatei: 133886387
- International Standard Name Identifier: 0000 0000 8223 6746
- Library of Congress Control Number: n50037340
- Nationale bibliotheek van Australië: 35084974
- Nationale Bibliotheek van Israël: 987007272818805171
- Nederlandse Thesaurus van Auteursnamen: 068173105
- SNAC: w6v13gkg
- Système universitaire de documentation: 031852157
- Trove: 469025
- Virtual International Authority File: 43081471
- WorldCat: E39PBJrchjDVdVv4D4MKYXJxDq